# Terror Train
Terror Train este un film american slasher de groază de sărbători din 1980 regizat de Roger Spottiswoode (debut regizoral). Rolurile principale au fost interpretate de actorii Jamie Lee Curtis, Ben Johnson și Hart Bochner. Scenariul este scris de T. Y. Drake.

## Prezentare
Membrii unei fraternități de la Universitatea Northern Illinois decid să-i facă o farsă unui boboc cu ajutorul Alanei, care ar trebui să mimeze interesul romantic față de acesta. Ca rezultat al acestei aventuri, tipul suferă o traumă psihologică. Trei ani mai târziu, aceiași studenți decid să-și sărbătorească absolvirea în stil mare și să închirieze un tren întreg pentru asta. Pe lângă studenți, în tren sunt însoțitori și un magician angajat. Cu toate acestea,  un oaspete neinvitat călătorește în secret - același student căruia i s-a jucat o farsă. El se va răzbuna și îi va ucide în mod constant pe foștii săi colegi, ascunzându-se sub măștile morților.

## Distribuție
- Ben Johnson - Carne
- Jamie Lee Curtis - Alana
- Hart Bochner - Doc
- Sandee Currie - Mitchy
- Timothy Webber - Mo
- Derek MacKinnon - Kenny Hampson
- Anthony Sherwood - Jackson
- Joy Boushel - Pet
- Vanity as Merry (ca D.D. Winters)
- Greg Swanson - Class President
- Howard Busgang - Ed
- David Copperfield - Magician

## Refacere
A fost refăcut în 2022, sub același nume, în regia lui Philippe Gagnon, cu actorii  Robyn Alomar (Alana), Tim Rozon (magicianul) și Mary Walsh (Carne). O continuare, Terror Train 2, a fost lansată pe Tubi două luni mai târziu.